# Pustynia polarna

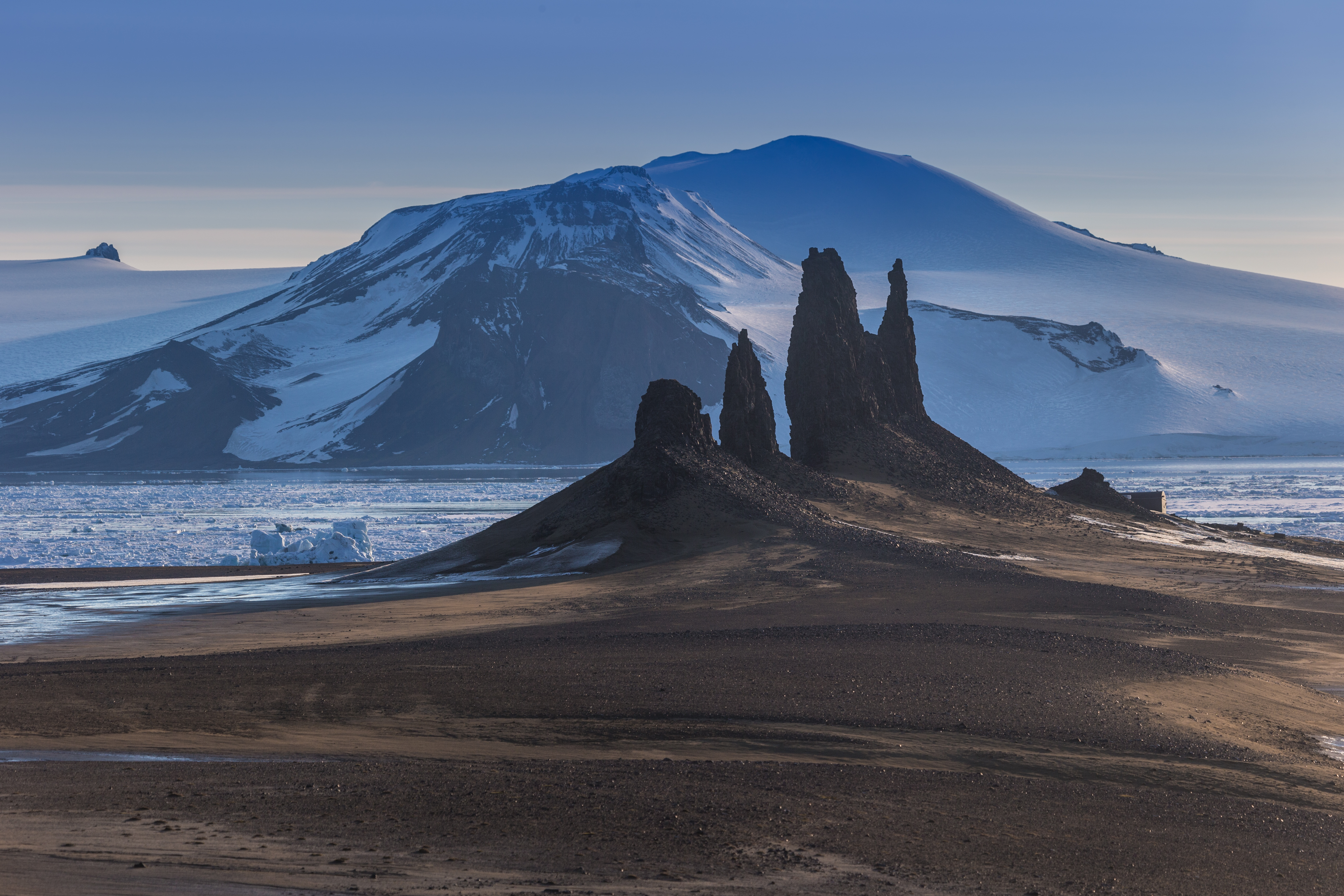
Pustynia polarna na Ziemi Franciszka Józefa

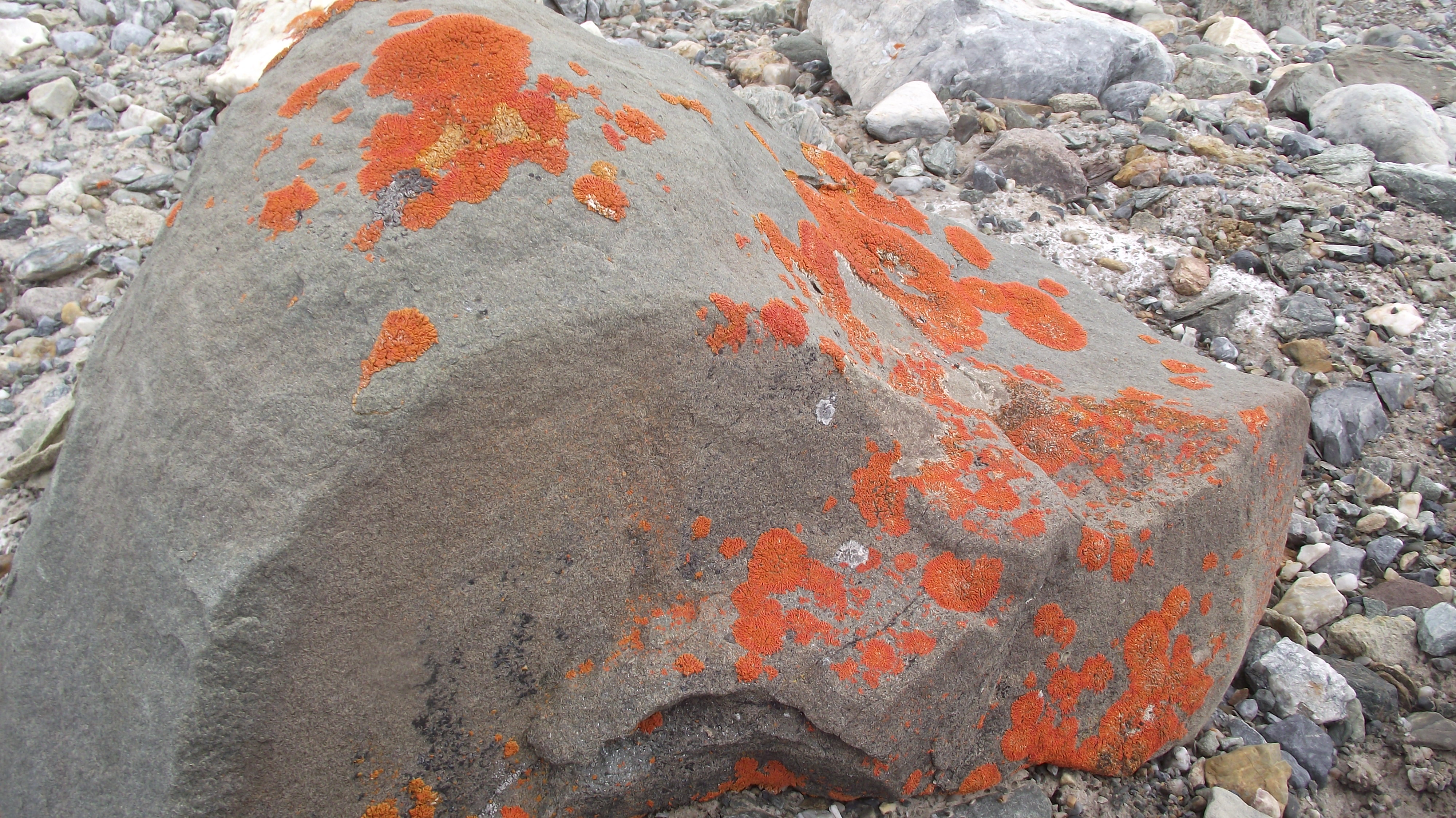
Porosty na skałach na archipelagu Svalbard

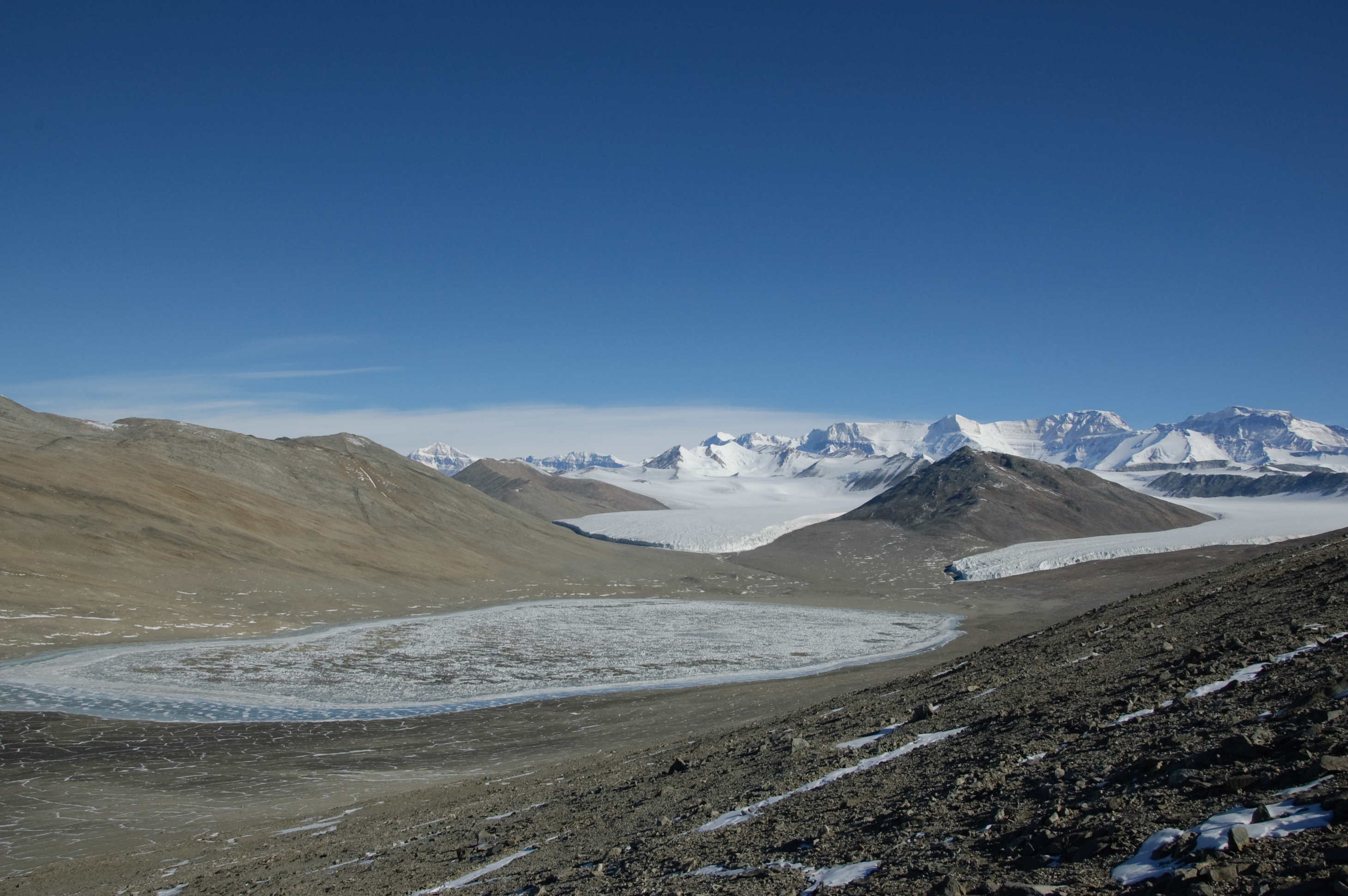
Pustynna Miers Valley na Antarktydzie

Pustynia polarna, pustynia chłodna – obszar znajdujący się pod wpływem surowego klimatu polarnego, cechujący się ubóstwem roślinności i jej małym pokryciem. Pustynie te kształtują się w strefie peryglacjalnej pomiędzy obszarami przykrytymi przez lodowce i strefą tundry właściwej. Pustynie polarne na półkuli północnej określane są jako pustynie arktyczne lub tundra arktyczna, na półkuli południowej jako tundra antarktyczna (w odróżnieniu od subantarktycznej). W klasyfikacjach biogeograficznych pustynie polarne uznawane są za jeden z wariantów tundry o skrajnie ubogim świecie żywym, zdominowanym przez morskie ptaki i ssaki. Ze względu na długotrwałe mrozy, bardzo małe opady, trwanie okresu wegetacyjnego nie dłużej niż 6 tygodni – utrzymują się tu tylko porosty, drobne skupienia mchów i nieliczne gatunki roślin naczyniowych.  

## Warunki geograficzno-klimatyczne i edaficzne
Pustynie polarne cechują się długą i mroźną zimą oraz krótkim i chłodnym latem. Temperatury dodatnie występują przez okres od kilkunastu do ok. 50 dni w ciągu roku, przy czym średnia temperatura rzadko przekracza +5 °C. Roczna suma opadów nie przekracza 300 mm, jednak do dużej wilgotności powietrza przyczyniają się niskie temperatury. Proces glebotwórczy tu praktycznie nie występuje. W odróżnieniu od pustyń zwrotnikowych brak tu rozległych pól wydmowych, co tłumaczone jest brakiem odpowiednio dużych źródeł piasku. Silne wiatry powodują powszechnie występujące tu procesy wywiewania i ścierania, szlifując wychodnie skalne i głazy. Strefa ta jest głównym źródłem pyłów eolicznych, przenoszonych i składanych jako less na różnych obszarach. Lokalnie w strefie pustyń polarnych powstają rozległe połacie eolicznych piasków pokrywowych.

## Występowanie
W Europie pustynie arktyczne zajmują małą powierzchnię na obszarze skrajnie północnych wysp, takich jak: Ziemia Franciszka Józefa, północna wyspa Nowej Ziemi, Svalbard. W Azji występują w północnej części półwyspu Tajmyr, na Ziemi Północnej, Wyspach Nowosyberyjskich i na znacznej części Wyspy Wrangla. W Ameryce Północnej pustynie arktyczne rozciągają się na północnych wyspach Archipelagu Arktycznego, tj. na Wyspach Królowej Elżbiety oraz w północnej części Grenlandii. 
Na Antarktydzie, w ogromnej części pokrytej lodowcami, tylko 5% powierzchni w rejonie skalistych wybrzeży i tzw. antarktycznych oaz jest wolna od lodu i stanowi pustynię polarną. Pustynie polarne występują także na wyspach Antarktyki; tundra wykształca się dopiero na wyspach subantarktyki.

## Szata roślinna
Na skałach występują porosty, w szczelinach skalnych i na podłożu gliniastym mchy, a rośliny naczyniowe w dużym rozproszeniu – tylko w najbardziej dogodnych miejscach, na podłożu piaszczysto-gliniastym. Rośliny spotykane są tylko w niższych położeniach – na wysokościach ponad 300 m n.p.m. występują już zupełne pustkowia lub rosną tylko porosty.

### Arktyka
Najbardziej pionierskie siedliska na skałach zajmują różne gatunki porostów, m.in. z takich rodzajów jak: Gyrophora, Lecidea, Placodium, Rhizocarpon czy Parmelia. W skałach rozkruszających się pojawiają się drobne darnie mchów (widłoząb Dicranum i skalniczek Rhacomitrium). Na glebie gliniastej i piaszczysto-gliniastej mchy mogą tworzyć już bardziej rozległe darnie i kobierce. Rosną w nich przedstawiciele głównie takich rodzajów jak: sierpowiec Drepanocladus, próchniczek Aulacomnium, prątnik Bryum i strzechwa Grimmia. Miejscami murawki porostowe tworzą takie gatunki jak: żyłecznik halny Alectoria ochroleuca, szydlina różowa Thamnolia vermicularis, Bryopogon divergens oraz różne gatunki z rodzajów Cladonia i Cetraria. 
Rośliny naczyniowe rosną najczęściej pojedynczo, z bardzo niewielkim zwarciem. W sumie na pustyniach arktycznych występuje około 100 gatunków takich roślin, reprezentujących takie rodzaje jak: jaskier, głodek, mak, niezapominajka, skalnica, szczawiór, śmiałek, turzyca, Arctogrostis, wiechlina i wyczyniec. Różnice we florze pustkowi arktycznych Europy, Azji i Ameryki Północnej nie są wielkie. Do przedstawicieli tutejszej flory należą: Cardamine bellidifolia, Stellaria edwardsii, szczawiór alpejski Oxyria digyna, Koenigia islandica, Potentilla elegans i P. emarginata, Chrysosplenium wrighii, skalnica śnieżna Saxifraga nivalis, skalnica naprzeciwlistna S. oppositifolia i skalnica zwisła S. cernua, Papaver radicatum i Papaver polare, Luzula confusa, Carex lugens, Deschampsia arctica i D. brevifolia, Alopecurus alpinus.
Gatunki roślin występujące na arktycznych pustyniach

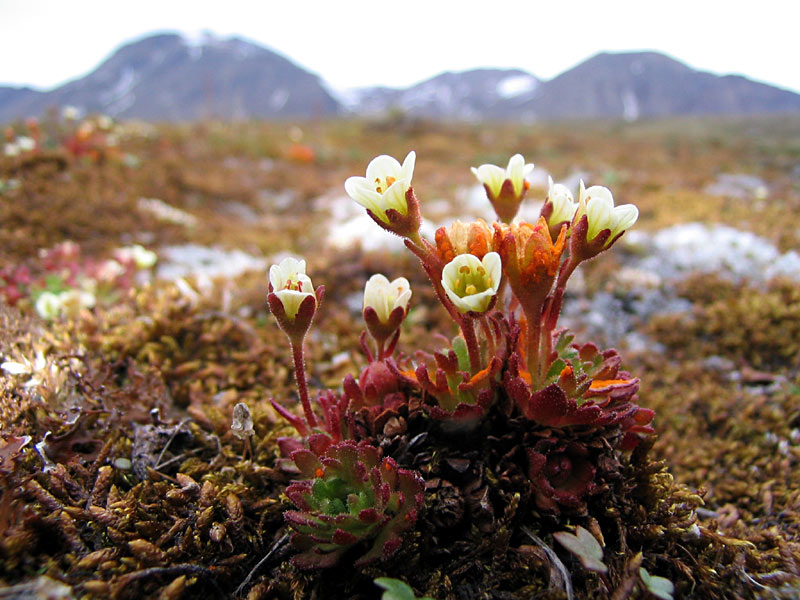
Saxifraga cespitosa
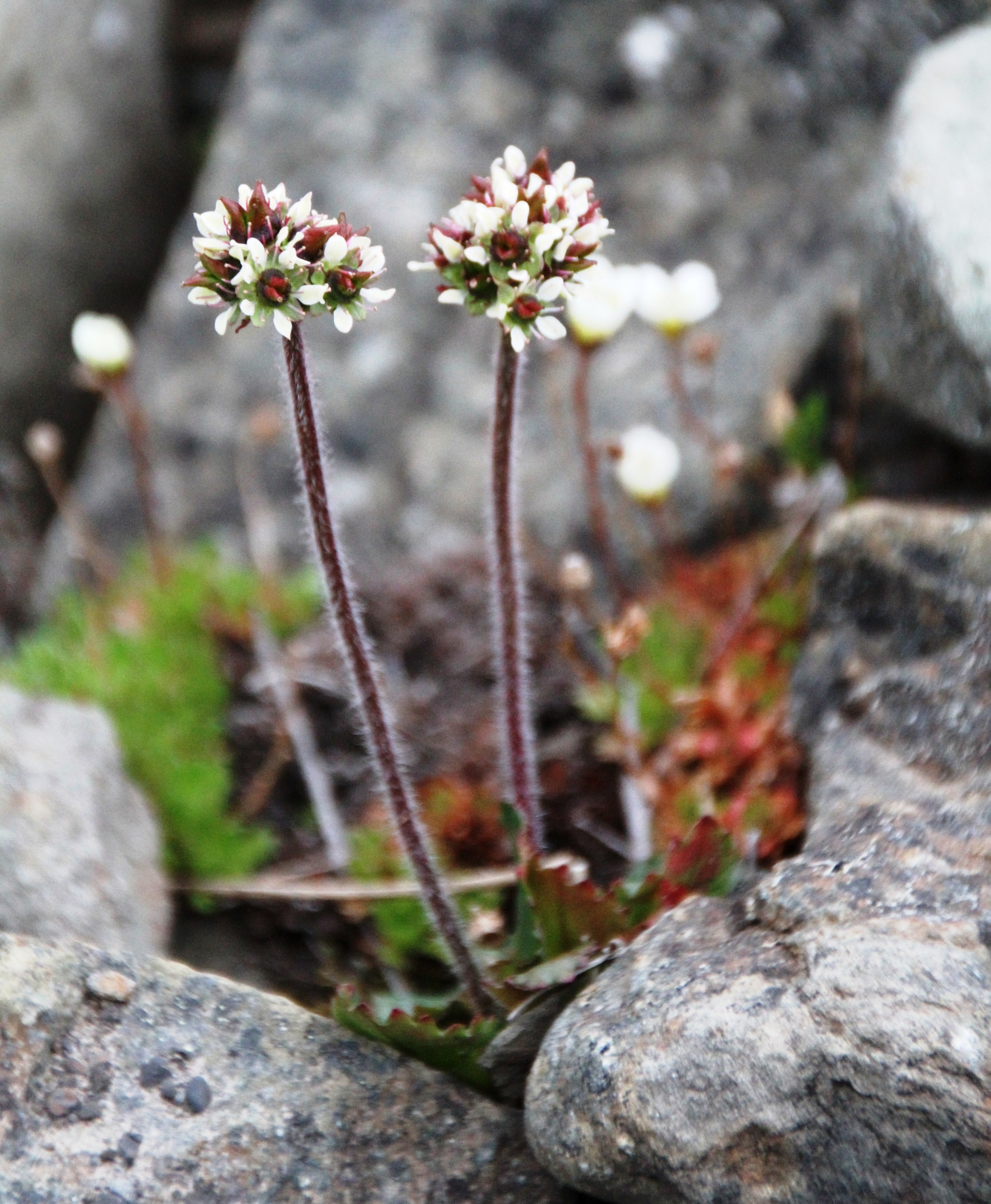
Saxifraga nivalis
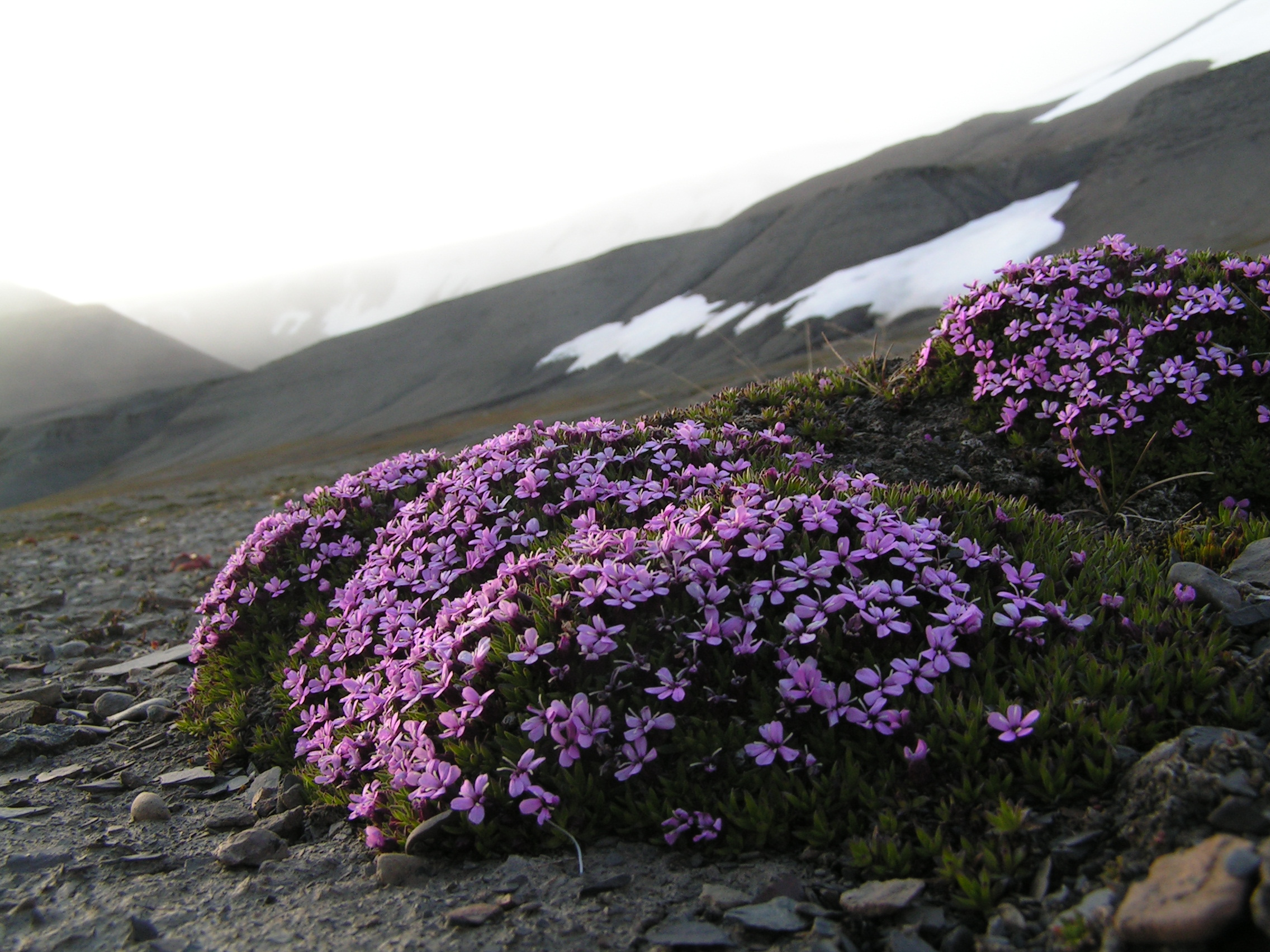
Silene acaulis
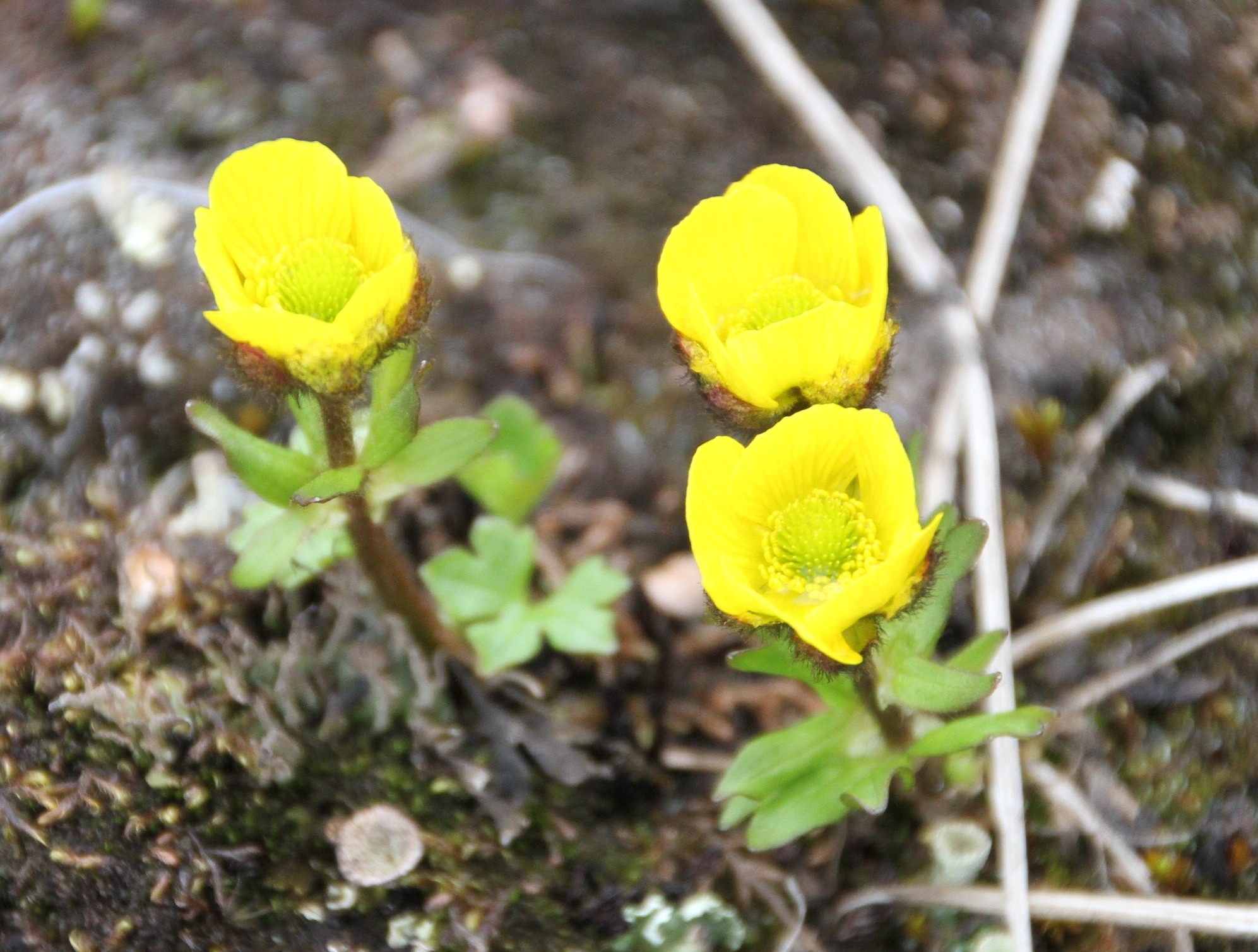
Ranunculus nivalis
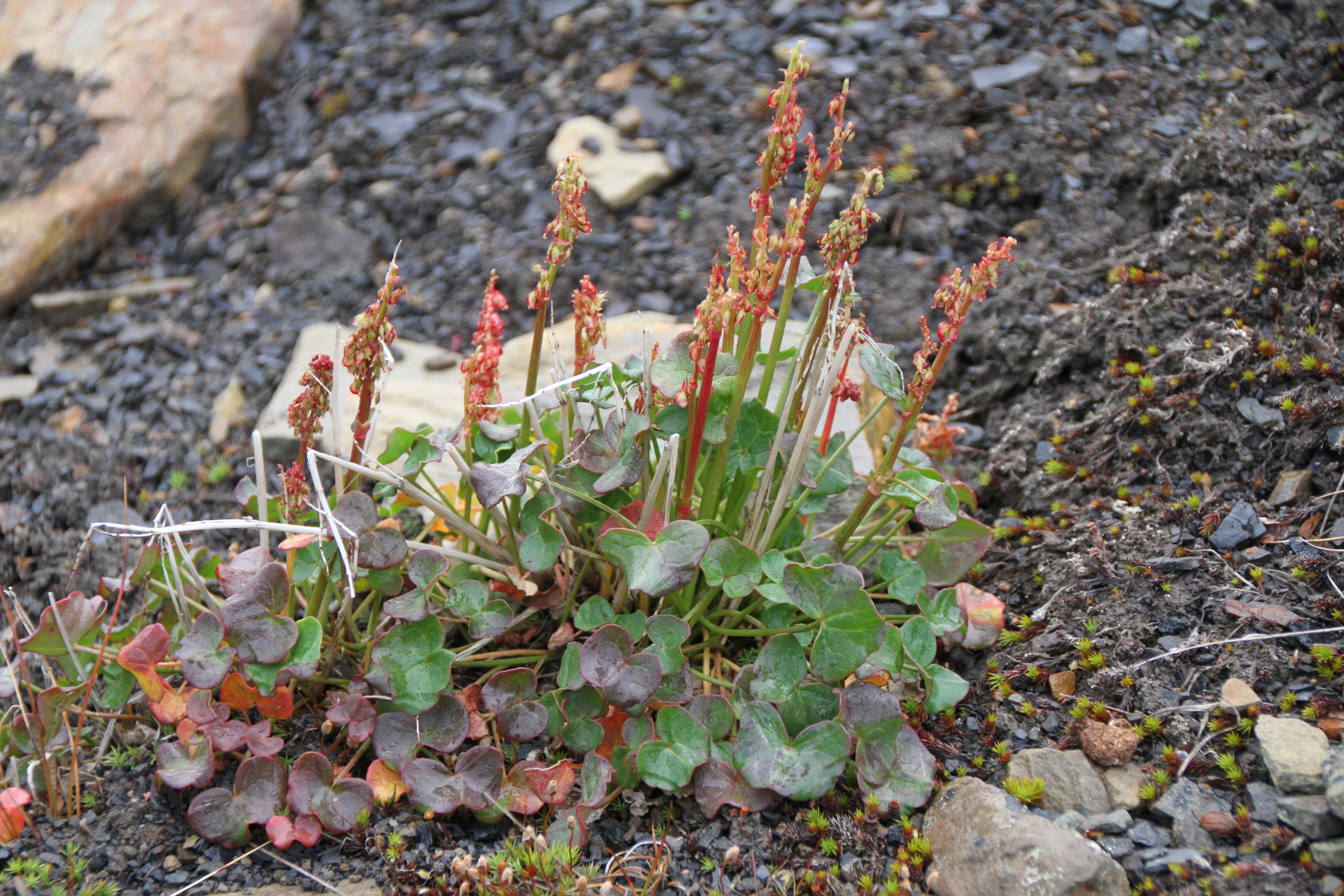
Oxyria digyna
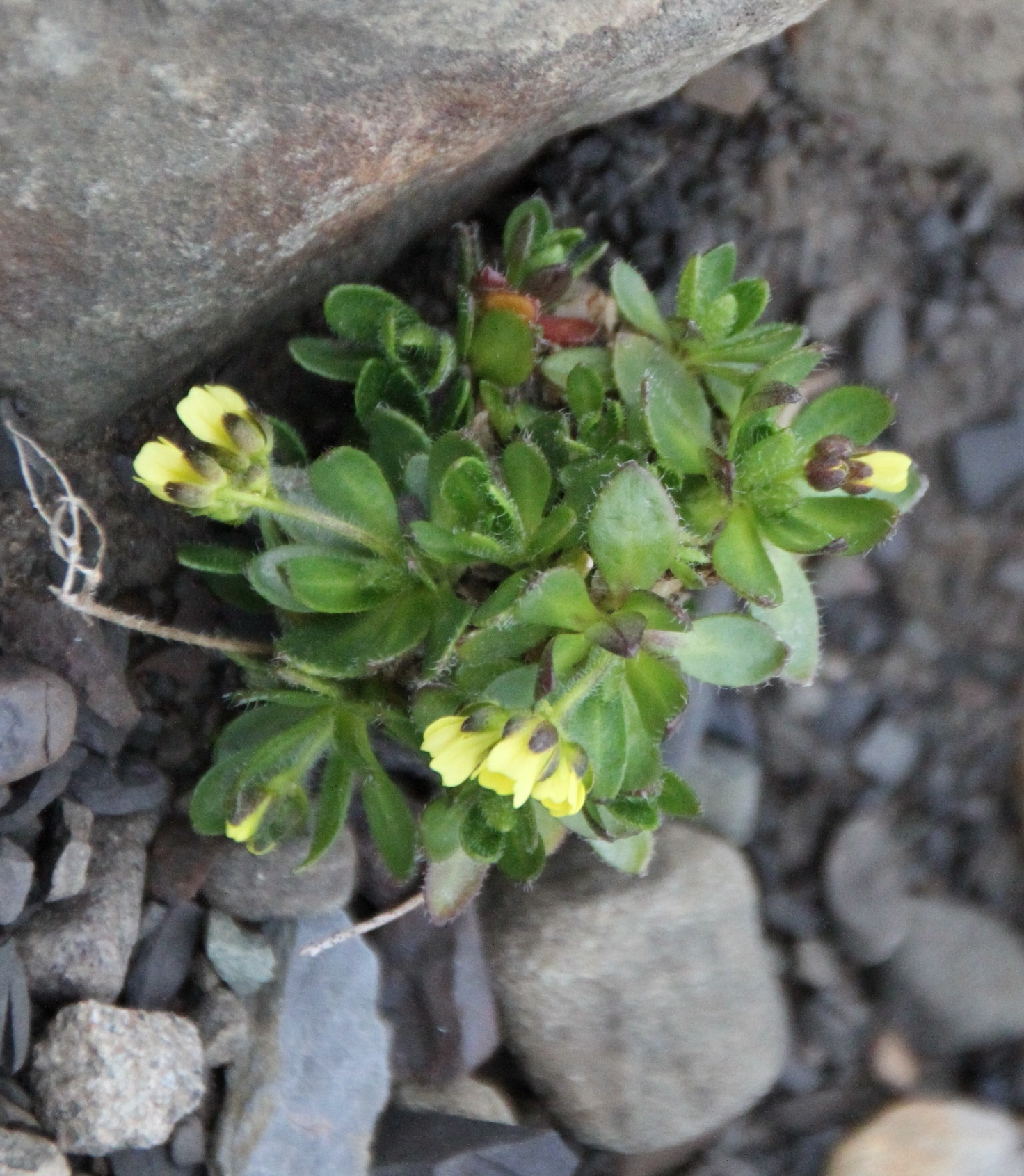
Draba alpina
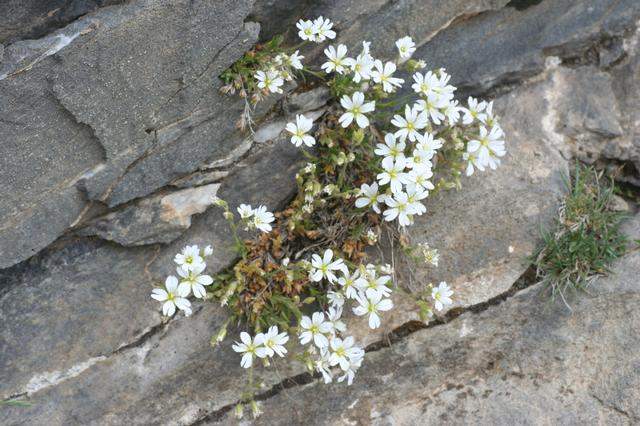
Cerastium alpinum

### Antarktyda

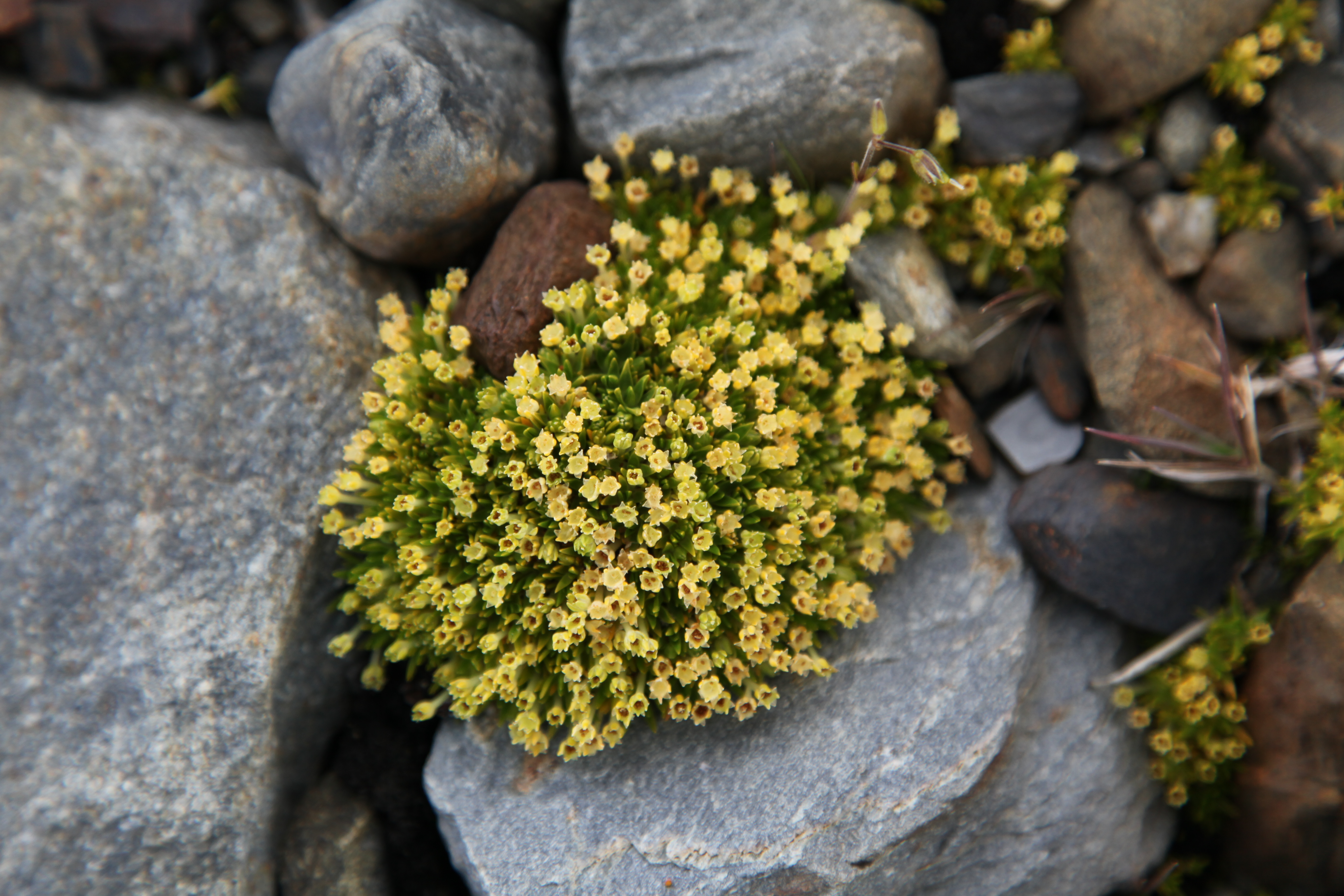
Kolobant antarktyczny rosnący na Antarktydzie

Na pustyniach polarnych Antarktyki spotykane są tylko dwa gatunki rodzime roślin naczyniowych: śmiałek antarktyczny (Deschampsia antarctica) i kolobant antarktyczny (Colobanthus quitensis). Trzecim gatunkiem, który zadomowił się w Antarktyce, jest zawleczona przez człowieka wiechlina roczna (Poa annua). Dominują tu mszaki i porosty, przy czym tę pierwszą grupę reprezentuje ok. 100 gatunków mchów i 25 gatunków wątrobowców. Rośnie tu poza tym ok. 400 gatunków porostów, 6 gatunków grzybów wielkoowocnikowych, 107 gatunków glonów słodkowodnych i 50 gatunków glonów naśnieżnych.

## Fauna
Występujące w arktycznej strefie chłodnych pustyń zwierzęta są związane głównie z morzem. Do grupy tej należą ptaki – alki Alcidae, mewy Larinae, fokowate Phocidae i niedźwiedź polarny Ursus maritimus. Z tundry docierają tu lisy polarne Vulpes lagopus i śnieguły Plectrophenax. Fauna arktycznych pustyń Europy, Azji i Ameryki Północnej w zasadzie nie wykazuje różnic.
Jeszcze wyraźniej niż w Arktyce, fauna kręgowców jest na Antarktydzie związana wyłącznie z morzem. Na lądach odpoczywają i przeprowadzają lęgi pingwiny, poza tym: wydrzyki, mewy, warcabniki, albatrosy, fulmary, rybitwy i kormorany, a także 6 gatunków ssaków z nadrodziny płetwonogich (Pinnipedia). Faunę lądową stanowią bezkręgowce, reprezentowane przez kilka gatunków muchówek z rodziny ochotkowatych (występujące na wyspach i w rejonie nadmorskim – największym wyłącznie lądowym zwierzęciem żyjącym na Antarktydzie jest nielotna muchówka Belgica antarctica, osiągająca do 6 mm długości), roztocza (zwłaszcza mechowce Oribatida), skoczogonki (tzw. „lodowe pchły”), wszy, nicienie, niesporczaki, wrotki i pierwotniaki. Słodkowodne zbiorniki śródlądowe zasiedlane są przez nieliczne gatunki widłonogów, małżoraczków, wioślarek, wrotków. Bardzo duży udział stanowią gatunki endemiczne, np. większość gatunków skoczogonków i prawdopodobnie wszystkie gatunki nicieni występujące na tym obszarze są endemiczne.